# Matheus Thuler
Matheus Soares Thuler (Rio de Janeiro, 10 marzo 1999) è un calciatore brasiliano, difensore del Vissel Kōbe.

## Caratteristiche tecniche
È un difensore centrale.

## Carriera
Cresciuto nelle giovanili del Flamengo, ha esordito il 31 agosto 2017 in occasione del match di Copa Sul-Minas-Rio perso ai rigori contro il Paraná.
Il 25 giugno 2021 viene preso in prestito dal Montpellier.

## Statistiche

### Presenze e reti nei club
Statistiche aggiornate al 8 dicembre 2024.
| Stagione           | Squadra            | Campionato         | Campionato | Campionato | Coppe nazionali | Coppe nazionali | Coppe nazionali | Coppe continentali | Coppe continentali | Coppe continentali | Altre coppe | Altre coppe | Altre coppe | Totale | Totale | Totale |
| Stagione           | Squadra            | Comp               | Pres       | Reti       | Comp            | Pres            | Reti            | Comp               | Pres               | Reti               | Comp        | Pres        | Reti        | Pres   | Reti   |        |
| ------------------ | ------------------ | ------------------ | ---------- | ---------- | --------------- | --------------- | --------------- | ------------------ | ------------------ | ------------------ | ----------- | ----------- | ----------- | ------ | ------ | ------ |
| 2017               | Flamengo           | A1/RJ+A            | 0+0        | 0          | CB              | 0               | 0               | CS                 | 0                  | 0                  | PL          | 1           | 0           | 1      | 0      |        |
| 2018               | Flamengo           | A1/RJ+A            | 5+7        | 0+1        | CB              | 0               | 0               | CL                 | 0                  | 0                  | -           | -           | -           | 12     | 1      |        |
| 2019               | Flamengo           | A/RJ+A             | 3+13       | 0          | CB              | 0               | 0               | CL                 | 1                  | 0                  | Cmc         | 0           | 0           | 17     | 0      |        |
| 2020               | Flamengo           | A/RJ+A             | 2+4        | 0          | CB              | 2               | 0               | CL                 | 3                  | 1                  | SB+RsA      | 0+1         | 0           | 12     | 1      |        |
| gen.-giu. 2021     | Flamengo           | A/RJ+A             | 0          | 0          | CB              | 0               | 0               | CL                 | 0                  | 0                  | SB          | 0           | 0           | 0      | 0      |        |
| Totale Flamengo    | Totale Flamengo    | Totale Flamengo    | 10+24+1    | 0+1+0      |                 | 2               | 0               |                    | 4                  | 1                  |             | 1           | 0           | 42     | 2      |        |
| 2021-2022          | Montpellier        | L1                 | 16         | 0          | CF              | 2               | 0               | -                  | -                  | -                  | -           | -           | -           | 18     | 0      |        |
| ago.-dic. 2022     | Vissel Kōbe        | J1                 | 7          | 0          | CG+CdL          | 0+1             | 0               | ACL                | 2                  | 0                  | -           | -           | -           | 10     | 0      |        |
| 2023               | Vissel Kōbe        | J1                 | 27         | 2          | CG+CdL          | 2+1             | 0               | -                  | -                  | -                  | -           | -           | -           | 30     | 2      |        |
| 2024               | Vissel Kōbe        | J1                 | 36         | 2          | CG+CdL          | 2+0             | 0               | ACL                | 4                  | 0                  | SG          | 1           | 0           | 43     | 2      |        |
| Totale Vissel Kōbe | Totale Vissel Kōbe | Totale Vissel Kōbe | 70         | 4          |                 | 6               | 0               |                    | 6                  | 0                  |             | 1           | 0           | 83     | 4      |        |
| Totale carriera    | Totale carriera    | Totale carriera    | 121        | 5          |                 | 10              | 0               |                    | 10                 | 1                  |             | 2           | 0           | 143    | 6      |        |

## Palmarès

### Competizioni nazionali
- Supercoppa del Brasile: 1

Flamengo: 2020
- Campionato brasiliano: 1

Flamengo: 2020
- Campionato giapponese: 2

Vissel Kōbe: 2023, 2024
- Coppa dell'Imperatore: 1

Vissel Kōbe: 2024

### Competizioni internazionali
- Coppa Libertadores: 1

Flamengo: 2019
- Recopa Sudamericana: 1

Flamengo: 2020

### Individuale
- Squadra del campionato giapponese: 1

2024